# Cá nhiều vây bụi sậy
Cá chình bụi sậy (tên khoa học Erpetoichthys calabaricus) là một loài cá nước ngọt trong họ Cá nhiều vây. Nó là thành viên duy nhất của chi Erpetoichthys. Nó có nguồn gốc Tây Phi, với môi trường sống tự nhiên của nó trải dài từ Nigeria đến lưu vực sông Congo.
Nó có tổng chiều dài tối đa 40 cm (16 in). Nó di chuyển chậm, sống tại nước lợ hoặc ngọt ấm (22-28 °C), và nó có thể hít thở không khí trong khí quyển (có nghĩa là nó có thể tồn tại trong nước với ít oxy hòa tan) sử dụng một cặp phổi. Cơ quan này có nghĩa là nó có thể tồn tại một số lượng trung gian của thời gian trong nước. Cá chình bụi sậy sống về đêm, và ăn ấu trùng annelid, động vật giáp xác và côn trùng. Đôi khi nó được xuất hiện trong bể nuôi cá. Tên chi của nó xuất phát từ tiếng Hy Lạp từ erpeton (leo) và Ichthys (cá). Chi còn được gọi bằng tên Calamoichthys.

## Đặc điểm
Cá chình bụi sậy có thể dễ dàng phát triển đến chiều tối đa 3 feet trong điều kiện thuận lợi.

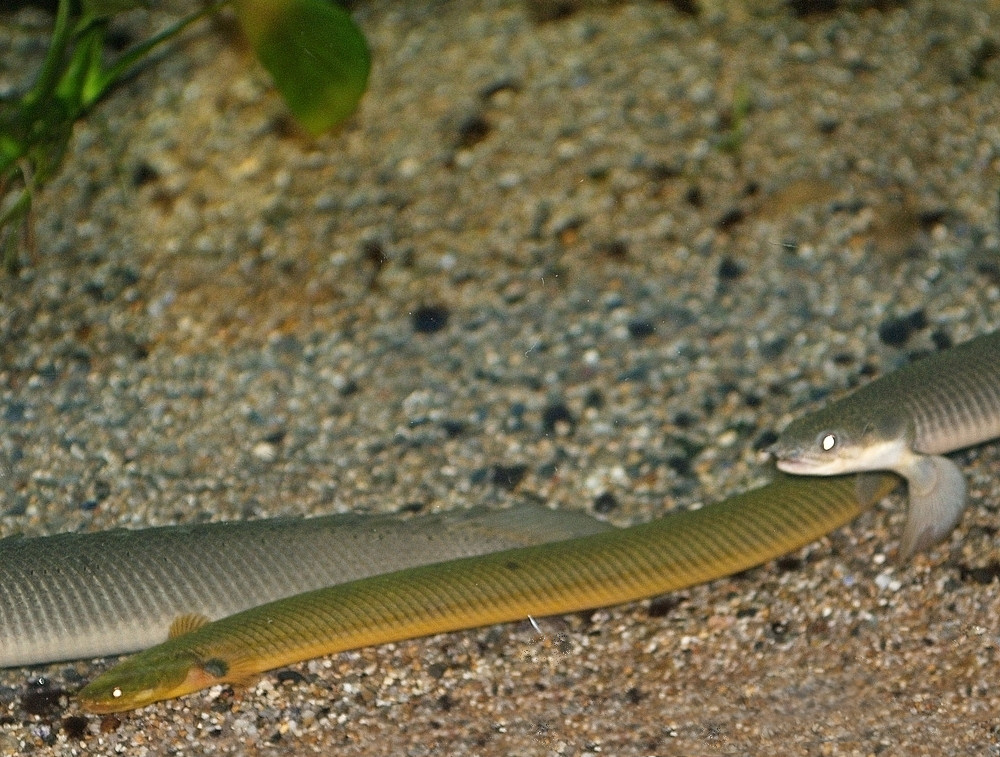
Cá chình bụi sậy ở giữa Polypterus senegalus

Cá chình bụi sậy là tò mò, hiền lành, và có một số "cá tính". Vì cá chình bụi sậy có một bản chất hiền lành, các loài cá khác có thể 'bắt nạt' chúng, mặc dù kích thước lớn của nó, đặc biệt là trong cuộc cạnh tranh về thức ăn hay không gian. Chúng đã được biết đến nhảy ra khỏi bể cá và bị trượt xung quanh, bởi vì nó có phổi cùng với mang của chúng. Mặc dù sống về đêm, chúng sẽ đôi khi đi ra vào ban ngày. Một số cá chình bụi sậy cũng có một khuynh hướng ở gần mặt nước, nơi chúng sẽ được an toàn với các loài cá khác và thậm chí sẽ cho phép hầu hết các cơ quan của chúng rời khỏi nước vào các thời gian.

## Thức ăn
Là loài cá dữ ăn thịt, cá chình bụi sậy có thể ăn được các loại thức ăn từ tôm, cá, ếch nhái, côn trùng, giáp xác hay nhuyễn thể. Dù có nguồn thức ăn đa dạng trong tự nhiên, nhưng giống như nhiều loài cá quý hiếm khác, chúng từng đứng trước nguy cơ tuyệt chủng, do môi trường sống bị xâm phạm. Sau này, cá chình bụi sậy được bảo vệ thông qua dự án phát triển nuôi nhốt, và từ đó trở thành giống cá cảnh được ưa thích trên thế giới.